# Gurgy-le-Château
Gurgy-le-Château est une commune française située dans le département de la Côte-d'Or dans le Chatillonais en région Bourgogne-Franche-Comté.

## Géographie

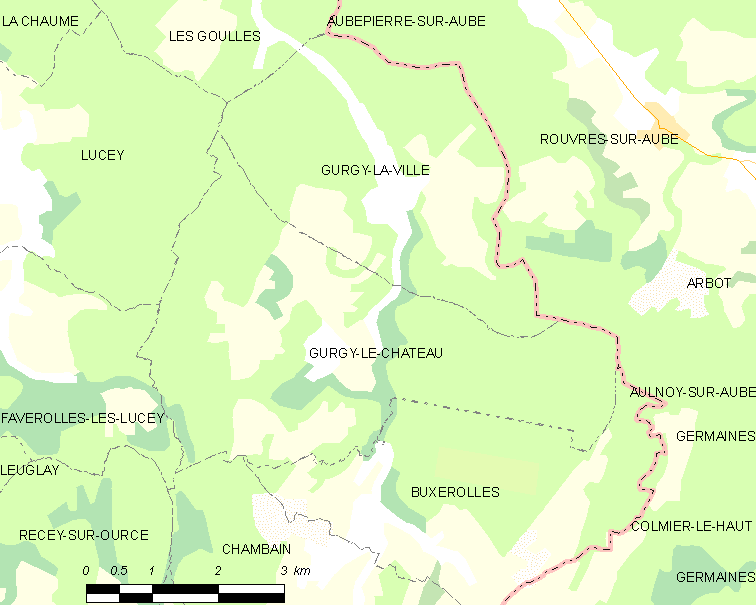

Située au sud-ouest de Chaumont, à 35 kilomètres à vol d'oiseau, la commune de Gurgy-le-Château occupe 1 765 hectares de superficie entre 307 et 440 mètres d'altitude. Elle est dans le périmètre du parc national de forêts créé en 2019.

### Accès
L'agglomération se situe au croisement des routes départementales 22 et 102c

### Hydrographie
L'Aubette et le ruisseau de Combe-Jean sont les principaux cours d'eau parcourant la commune.

### Climat
Pour des articles plus généraux, voir Climat de la Bourgogne-Franche-Comté et Climat de la Côte-d'Or.
En 2010, le climat de la commune est de type climat des marges montargnardes, selon une étude du Centre national de la recherche scientifique s'appuyant sur une série de données couvrant la période 1971-2000. En 2020, Météo-France publie une typologie des climats de la France métropolitaine dans laquelle la commune est exposée à un climat océanique altéré et est dans la région climatique  Lorraine, plateau de Langres, Morvan, caractérisée par un hiver rude (1,5 °C), des vents modérés et des brouillards fréquents en automne et hiver. 
Pour la période 1971-2000, la température annuelle moyenne est de 10 °C, avec une amplitude thermique annuelle de 16,4 °C. Le cumul annuel moyen de précipitations est de 956 mm, avec 13,1 jours de précipitations en janvier et 8,8 jours en juillet. Pour la période 1991-2020, la température moyenne annuelle observée sur la station météorologique de Météo-France la plus proche, « Bure Les Templiers_sapc », sur la commune de Bure-les-Templiers à 10 km à vol d'oiseau, est de 10,7 °C et le cumul annuel moyen de précipitations est de 898,2 mm,. Pour l'avenir, les paramètres climatiques de la commune estimés pour 2050 selon différents scénarios d'émission de gaz à effet de serre sont consultables sur un site dédié publié par Météo-France en novembre 2022.

## Urbanisme

### Typologie
Au 1er janvier 2024, Gurgy-le-Château est catégorisée commune rurale à habitat très dispersé, selon la nouvelle grille communale de densité à 7 niveaux définie par l'Insee en 2022.
Elle est située hors unité urbaine et hors attraction des villes,.

### Occupation des sols
L'occupation des sols de la commune, telle qu'elle ressort de la base de données européenne d’occupation biophysique des sols Corine Land Cover (CLC), est marquée par l'importance des forêts et milieux semi-naturels (75,2 % en 2018), une proportion identique à celle de 1990 (75,2 %). La répartition détaillée en 2018 est la suivante : 
forêts (75,2 %), terres arables (21,8 %), zones agricoles hétérogènes (2,1 %), prairies (0,9 %). L'évolution de l’occupation des sols de la commune et de ses infrastructures peut être observée sur les différentes représentations cartographiques du territoire : la carte de Cassini (XVIIIe siècle), la carte d'état-major (1820-1866) et les cartes ou photos aériennes de l'IGN pour la période actuelle (1950 à aujourd'hui).

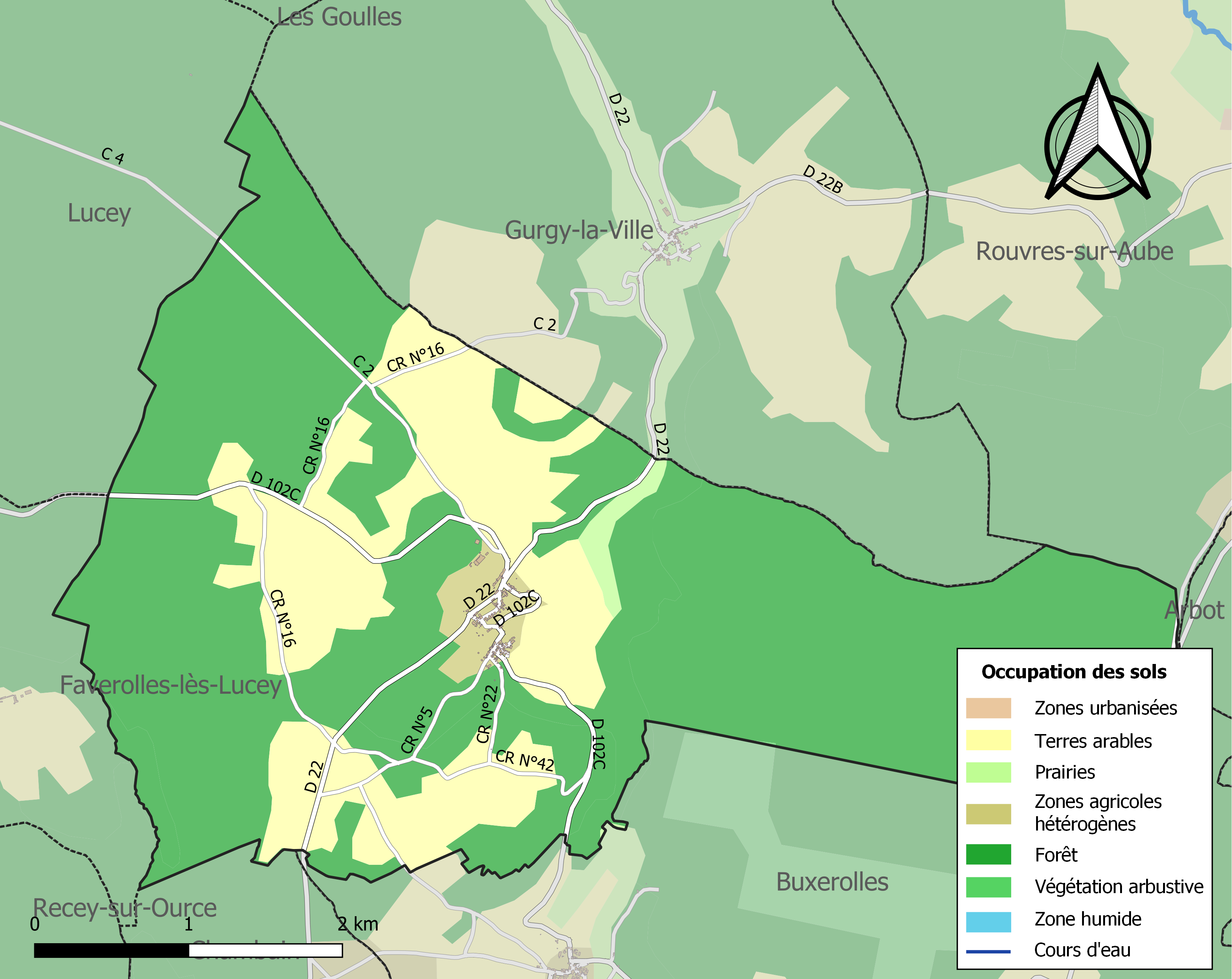
Carte des infrastructures et de l'occupation des sols de la commune en 2018 (CLC).

## Histoire

### Préhistoire
Le menhir de la Pierre-qui-vire témoigne d'une occupation néolithique.

### Moyen Âge
Le village dépend du comté de Champagne, bailliage et évêché de Langres. Il est détruit en 1472 par les troupes de Louis XI. Le château, restauré au XVIe siècle, est à l'état de vestiges.

### Époque moderne
Au cours de la période révolutionnaire de la Convention nationale (1792-1795), la commune a porté le nom de Gurgy-la-Pierre.
Une forge encore active au XIXe siècle a disparu.

## Politique et administration
Gurgy-le-Château est rattaché 
- à l'arrondissement de Montbard,
- au canton de Châtillon-sur-Seine et
- à la communauté de communes du Pays Châtillonnais

| Période                                  | Période              | Identité          | Étiquette             | Qualité         |
| ---------------------------------------- | -------------------- | ----------------- | --------------------- | --------------- |
| avant 1988                               | ?                    | Juliette Galoseau |                       |                 |
| mars 2001                                | mai 2021 (démission) | Jean-Marie Bruey  | SE                    | Ouvrier boucher |
| mai 2021                                 | En cours             | Loup Bommier      | LR puis REC puis UDR. | Universitaire   |
| Les données manquantes sont à compléter. |                      |                   |                       |                 |

## Démographie

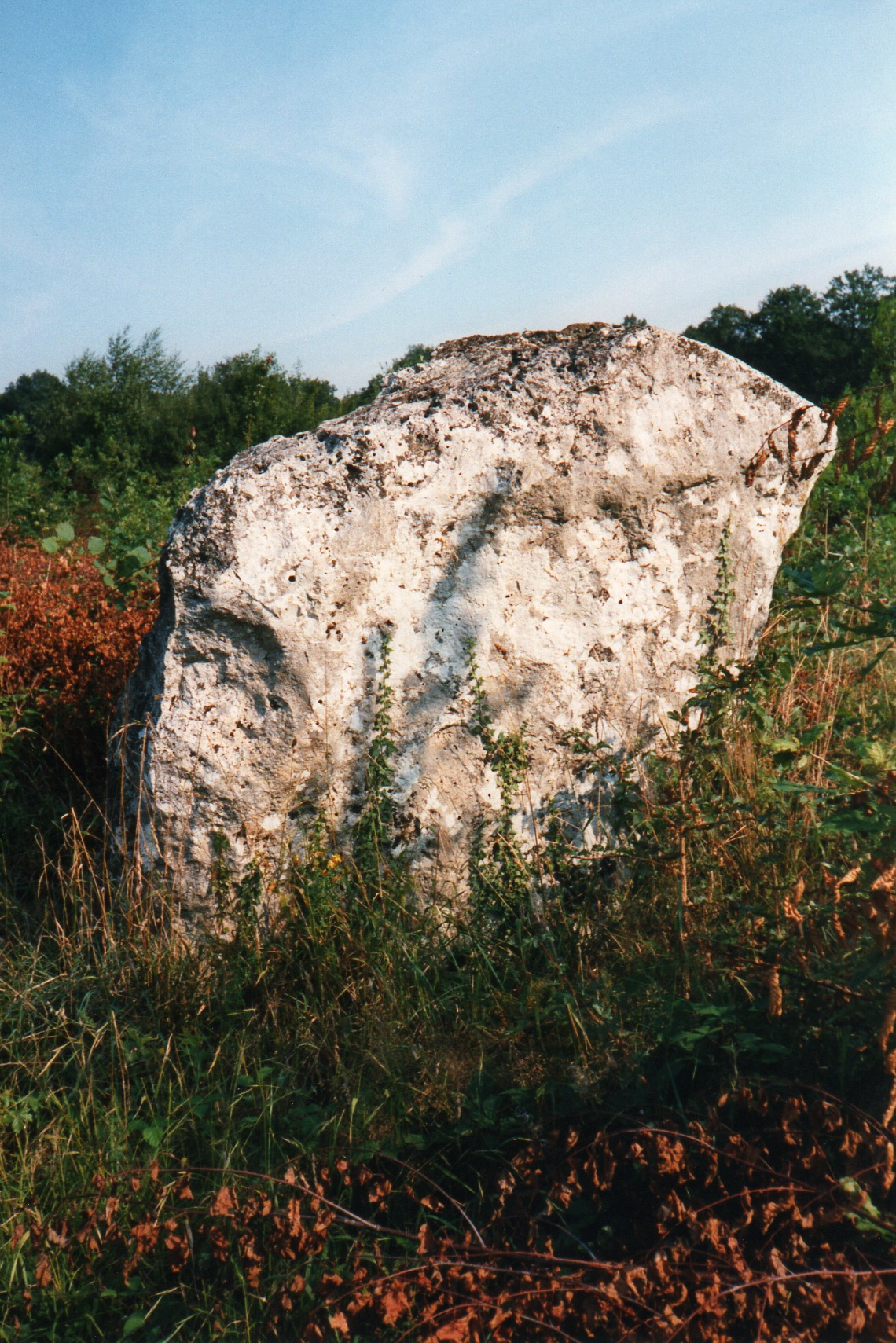
La pierre qui vire

L'évolution du nombre d'habitants est connue à travers les recensements de la population effectués dans la commune depuis 1793. Pour les communes de moins de 10 000 habitants, une enquête de recensement portant sur toute la population est réalisée tous les cinq ans, les populations de référence des années intermédiaires étant quant à elles estimées par interpolation ou extrapolation. Pour la commune, le premier recensement exhaustif entrant dans le cadre du nouveau dispositif a été réalisé en 2008.

En 2022, la commune comptait 45 habitants, en évolution de +7,14 % par rapport à 2016 (Côte-d'Or : +0,82 %, France hors Mayotte : +2,11 %).
| 1793 | 1800 | 1806 | 1821 | 1831 | 1836 | 1841 | 1846 | 1851 |
| ---- | ---- | ---- | ---- | ---- | ---- | ---- | ---- | ---- |
| 320  | 298  | 306  | 421  | 485  | 483  | 427  | 422  | 414  |

| 1856 | 1861 | 1866 | 1872 | 1876 | 1881 | 1886 | 1891 | 1896 |
| ---- | ---- | ---- | ---- | ---- | ---- | ---- | ---- | ---- |
| 387  | 400  | 379  | 375  | 327  | 293  | 307  | 262  | 239  |

| 1901 | 1906 | 1911 | 1921 | 1926 | 1931 | 1936 | 1946 | 1954 |
| ---- | ---- | ---- | ---- | ---- | ---- | ---- | ---- | ---- |
| 202  | 202  | 184  | 144  | 144  | 155  | 127  | 145  | 115  |

| 1962 | 1968 | 1975 | 1982 | 1990 | 1999 | 2006 | 2008 | 2013 |
| ---- | ---- | ---- | ---- | ---- | ---- | ---- | ---- | ---- |
| 116  | 110  | 87   | 84   | 68   | 61   | 52   | 50   | 40   |

| 2018 | 2022 | - | - | - | - | - | - | - |
| ---- | ---- | - | - | - | - | - | - | - |
| 46   | 45   | - | - | - | - | - | - | - |

## Culture locale et patrimoine

### Lieux et monuments
- L'église de la nativité de Notre-Dame, ancienne chapelle d'une place forte des Templiers, date du début du XIIIe siècle.  Classé MH (1911)[19].
- Le menhir de la Pierre-qui-vire.
- La chapelle Saint-Michel en haut du cimetière.

### Personnalités liées à la commune
- Lucien Camus, député sous la Troisième République française, cofondateur du Parti radical-socialiste Camille Pelletan.

### Héraldique
| Blason de Gurgy-le-Château | Blason  | D'azur à la plante d'or avec sur les deux premières feuilles deux oiseaux à la longue queue d'argent affrontés, à la bordure de gueules. |
| Blason de Gurgy-le-Château | Détails | Le statut officiel du blason reste à déterminer.                                                                                         |